# Hymenocallis incaica
Hymenocallis incaica är en amaryllisväxtart som beskrevs av Pierfelice Ravenna. Hymenocallis incaica ingår i släktet Hymenocallis och familjen amaryllisväxter. Inga underarter finns listade i Catalogue of Life.